# Мой любимый Sputnik
«Мой люби́мый Sputnik»  (яп. スプートニクの恋人 супу:тонику-но койбито) — роман Харуки Мураками, написанный в 1999 году. Затрагивает тему лесбийских отношений.

## Сюжет
Студент, а позднее учитель начальной школы К. влюблён в свою подругу Сумирэ, стремящуюся стать писателем. Она же встречает Мюу — бизнесвумен намного старше себя — и влюбляется в неё. Впоследствии Сумирэ, находясь вместе с Мюу на одном из греческих островов, исчезает. К. присоединяется к поискам и оказывается вовлечён в мир странных и зловещих видений, в том числе истории «раздвоения» Мюу. Наконец Сумирэ возвращается и обнаруживает себя.
По мнению самого Мураками, «Мой любимый Sputnik» — одна из его «историй об аномальных вещах, происходящих с нормальными людьми».

## В России
В России книга вышла в 2004 году в издательстве Эксмо тиражом 80 000 экземпляров, перевод с японского – Н.Ю. Куникова.